# Битва при Зиверсхаузене
Битва при Зиверсхаузене (нем. Schlacht bei Sievershausen) — одно из сражений Второй маркграфской войны, произошедшее 9 июля 1553 года между объединённой армией курфюрста Морица Саксонского и герцога Брауншвейг-Вольфенбюттеля Генриха Младшего и войском маркграфа Бранденбург-Кульмбаха Альбрехта II.

## Предыстория
После окончания Второй Шмалькальденской войны маркграф Брандербург-Кульмбаха Альбрехт II Алкивиад, нарушив земский мир, даровавший протестантам свободу вероисповедания согласно Пассаускому договору, организовал поход из родной Франконии на север Германии. Он умело поддержал внутригвельфский спор между двумя поддомами герцогства Брауншвейг-Люнебурга и выступил против брауншвейгского герцога Генриха Младшего. Последний нашёл союзников в лице курфюрста Морица Саксонского, а также в князьях Люнебурга.
Когда вражеские армии встретились около Сарштедта, боев не произошло. Альбрехт двинулся со своей армией в направлении города Брауншвейга, где нашел поддержку. Мориц и Генрих последовали за ним и преградили ему путь между Хемельским лесом и рекой Фузе возле Зиверсхаузена.

## Ход сражения
Местом сражения стал Фельдмарк между Арпке и Зиверсхаузеном. Союзники имели армию в 15,5 тыс. (7,5 тыс. всадников, 8 тыс. пехотинцев) и 25 пушек; в распоряжении маркграфа было 18 тыс. человек (6 тыс. всадников, 12 тыс. пехотинцев).
Первоначально саксонская армия была отброшена и стала в беспорядке отступать. Однако когда вмешалась саксонская кавалерия, находившаяся в резерве, ситуация изменилась. Бегущие войска развернулись и возобновили бой, который продолжался около четырёх часов. Когда саксонцы достигли тыла противника, маркграф бежал.
Информация о потерях в разных источниках разнится. Однако, как сообщается, около 4000 человек погибли и около 8000 получили ранения. Среди погибших было много представителей нижнесаксонской и саксонской знати. Сообщается, что погибли четыре князя, девять графов и 250 рыцарей. Саксонский курфюрст Мориц получил в бою огнестрельное ранение и через два дня скончался.

## Результаты
Битва при Зиверсхаузене и ее предыстория также выявили слабость императора и, следовательно, центральной власти в империи, а также силу местных князей. Поражение маркграфа Альбрехта Алкивиада помогло обеспечить окончательное заключение в 1555 году Аугсбургского мира. В этом заключается важнейшее историческое значение битвы, которая считается самой кровопролитной в период Реформации.